# Murod Ismoilov
Murod Ismoilov, uzb. cyr. Мурод Исмоилов, ros. Мурад Музаффарович Исмаилов, Murad Muzaffarowicz Ismaiłow (ur. 4 stycznia 1969, Uzbecka SRR) – uzbecki piłkarz, grający na pozycji napastnika lub pomocnika, trener piłkarski.

## Kariera piłkarska
W 1985 rozpoczął karierę piłkarską w drużynie Neftyanik Fergana. Jesienią 1987 został powołany do służby wojskowej. Po zwolnieniu z wojska powrócił w 1990 do Neftyanika Fergana. W 1991 występował w Navroʻz Andijon, po czym znów wrócił do klubu z Fergany. Latem 1992 roku przeszedł do Atlaschi Margʻilon, w którym grał przez 5 sezonów. Latem 1997 ponownie zasilił skład klubu z Andijon, który w międzyczasie zmienił nazwę. W 1998 po raz kolejny bronił barw klubu Neftchi Fergana. W 2000 został zaproszony do Nasafa Karszy. Potem został piłkarzem klubu Tsementchi Quvasoy, w którym zakończył karierę piłkarza w roku 2005.

## Kariera trenerska
Jeszcze będąc piłkarzem rozpoczął pracę szkoleniowca. Najpierw pomagał trenować Tsementchi Quvasoy, w którym też wychodził na boisko, a w 2007 stał na czele klubu. W 2010 dołączył do sztabu szkoleniowego Paxtakoru Taszkent, a po dymisji Ravshana Haydarova 29 września 2011 został mianowany na pełniącego obowiązki głównego trenera klubu, którym kierował do końca roku. W czerwcu 2012 ponownie zaczął pełnić obowiązki głównego trenera, a 29 grudnia 2012 został mianowany na stanowisko głównego trenera Paxtakoru, który prowadził do końca 2013. 3 stycznia 2014 roku stał na czele Neftchi Fergana. 7 grudnia 2015 roku został zaproszony prowadzić FK Qo‘qon 1912.

## Sukcesy i odznaczenia

### Sukcesy trenerskie
Paxtakor Taszkent
- mistrz Uzbekistanu: 2012
- brązowy medalista Mistrzostw Uzbekistanu: 2011
- zdobywca Pucharu Uzbekistanu: 2011